# Luis Fernando Díaz
Luis Fernando Díaz Marulanda (Barrancas, La Guajira, 13 de gener de 1997) és un futbolista professional colombià que juga com a extrem esquerre al Bayern de Munich de la Bundesliga i a la selecció de Colòmbia.
Díaz va començar la seva carrera professional a la Categoria Primera B a Barranquilla, abans de passar a l'Atlètic Junior, guanyant la Categoria Primera A, una Copa Colòmbia i una Superlliga Colombiana. El 2019, va fitxar pel Porto per una tarifa de 7 €. milions, guanyant dos títols de Primeira Liga, un de Taça de Portugal i un de Supertaça Cândido de Oliveira. Després de 14 gols en 18 partits de lliga a la primera meitat de la temporada 2021-22, el Liverpool el va fitxar per un valor de 45 €. milions (37,5 lliures) milions). Va guanyar la EFL Cup i la FA Cup en la seva primera temporada, i va ser el jugador del partit en aquesta última final.
Díaz va debutar amb la selecció absoluta de Colòmbia el 2018. Ha jugat més de 50 partits amb la seva selecció nacional, ajudant-la a quedar tercera a la Copa Amèrica el 2021, on també va rebre la Bota d'Or, i subcampiona el 2024.

## Carrera de club

### Atlètic Júnior
Luis Fernando Díaz Marulanda va néixer el 13 de gener de 1997 a Barrancas, La Guajira i va començar a jugar a futbol als sis anys. Anomenat "Luchito", va assistir a una petita escola de futbol dirigida pel seu pare.
El 2014, amb 17 anys, va assistir a una prova oberta organitzada pel Junior de Barranquilla i va impressionar prou com per unir-se a l'equip juvenil. Va ser inclòs a la selecció de 22 jugadors de Colòmbia per a la Copa Americana de Pueblos Indígenes 2015, a causa de la seva ètnia wayuu. Després d'impressionar durant el torneig, es va unir a l'equip sènior del Junior el 2016, sent assignat immediatament a l'equip filial Barranquilla. Donat l'esvelta complexió de Díaz i el seu aspecte potencialment desnodrit, Barranquilla li va donar un pla dietètic per guanyar 10 kg.
Díaz va debutar com a sènior el 26 d'abril de 2016, entrant com a substitut a la segona part en una derrota a casa per 2-1 a la Categoria Primera B contra el Deportivo Pereira. El seu primer gol com a sènior va arribar el 14 de maig, quan va marcar el gol de la victòria en una derrota per 2-1 a casa contra el Cúcuta Deportivo.
El 6 de juny de 2017, després de debutar amb el primer equip a la Copa Colòmbia d'aquell any, Díaz va ser ascendit a la primera plantilla del Junior. Va debutar en la Categoria Primera A el 27 d'agost, substituint a Matías Mier en una derrota per 3-2 a Once Caldas, i va marcar el seu primer gol el 20 de setembre en una victòria a casa per 3-1 de la Copa Sudamericana contra el Cerro Porteño.
Díaz va esdevenir titular habitual durant la temporada 2018 i va marcar el seu primer gol a la màxima categoria el 4 de febrer d'aquell any, marcant l'únic gol del partit en una victòria a casa contra l'Atlético Bucaramanga. També va fer dos gols contra l'Once Caldas, l'Atlético Huila i el Rionegro Águilas, i va acabar la temporada amb un total de 16 gols.

### Porto

#### 2019–2021: Desenvolupament i adaptació a Portugal
El 10 de juliol de 2019, Díaz va signar pel club Porto de la Primeira Liga amb un contracte de cinc anys, i el club va comprar el 80% dels seus drets econòmics per una tarifa de 7 €. milions. El Zenit de Sant Petersburg també l'havia volgut fitxar, però els seus compatriotes, exjugadors del Porto Radamel Falcao i James Rodríguez, així com el seu llavors entrenador de la selecció, Carlos Queiroz, el van convèncer del contrari. Díaz també va admetre que abans del seu traspàs pel Porto, havia signat un precontracte amb el Cardiff City, però el traspàs mai es va materialitzar.
Va debutar el 7 d'agost en una victòria per 1-0 a Krasnodar a l'anada de la primera ronda de classificació de la Lliga de Campions de la UEFA com a substitut de Romário Baró al minut 55, i sis dies després, al partit de tornada, va marcar el seu primer gol, tot i que en una derrota per 3-2 a l'Estádio do Dragão. A nivell nacional, va debutar a la Primeira Liga el 10 d'agost en una derrota per 2-1 contra el Gil Vicente com a substitut, i una setmana més tard va marcar el primer gol que va culminar una victòria per 4-0 a casa contra el Vitória de Guimarães com a titular. Al novembre, ell, Mateus Uribe, Agustín Marchesín i Renzo Saravia van ser suspesos del derbi contra el Boavista per haver festejat la nit anterior.
En la seva primera temporada a Portugal, Díaz va sumar 50 partits i 14 gols, ja que el Porto va guanyar la lliga i la Taça de Portugal. A la final d'aquest últim partit, l'1 d'agost de 2020, va ser expulsat als 38 minuts de joc en una victòria per 2-1 contra el Benfica a l'Estádio Cidade de Coimbra.
El 21 d'octubre de 2020, va marcar el seu primer gol a la Lliga de Campions en una derrota per 3-1 contra el Manchester City a la temporada 2020-21. El 23 de desembre, Díaz va entrar com a substitut al minut 77 de Mehdi Taremi a la Supertaça Cândido de Oliveira 2020 contra el Benfica, rival de l'O Clàssico, i va marcar per confirmar la victòria per 2-0. El següent 10 de febrer, va ser expulsat en un empat a 1 contra el Braga en una semifinal de copa per trencar-li la cama a David Carmo sense voler; el seu compatriota Uribe també va ser expulsat.

#### 2021–2022: Progressió i marxa
L'11 de setembre de 2021, Díaz va marcar en un empat a 1 fora de casa contra el seu rival, l'Sporting CP. El 9 d'octubre, va marcar l'únic gol de la victòria per 1-0 a la fase de grups de la Lliga de Campions contra l'AC Milan.
Amb dos gols en una victòria per 4-0 contra el Moreirense l'1 de novembre, va arribar a cinc gols en els seus primers sis partits de lliga, la millor marca de la lliga; El 28 de novembre va marcar el seu desè, un xut des de llarga distància en una victòria per 2-1 contra el Vitória de Guimarães ; aquest gol li va valer el premi al Gol del Mes de la Primeira Liga. Les seves actuacions li van valer també el títol de Jugador del Mes i Davanter del Mes de la lliga durant els mesos d'octubre i novembre.
El 19 de desembre, Díaz va ser nomenat Davanter del Mes de la lliga per segon mes consecutiu, després de marcar quatre gols i fer tres assistències. Tot i deixar el Porto a mitja temporada, va ser el setè màxim golejador amb 14 gols. Tot i deixar el Porto el gener de 2022, va rebre una medalla de guanyador després que el club guanyés el títol de la Primeira Liga 2021–22.

### Liverpool

#### 2022–2023: Adaptació a Anglaterra i a final de la Lliga de Campions
El 30 de gener de 2022, Díaz va signar un contracte de cinc anys amb el club de la Premier League, el Liverpool, per un preu de 45 €. milions (37,5 lliures) milions) amb 15 € milions (12,5 lliures) milions) complements. Abans de fitxar pel Liverpool, Díaz havia despertat l'interès del Tottenham Hotspur FC. En assabentar-se de l'oferta del Tottenham, el Liverpool va canviar els seus plans d'estiu i va decidir fitxar Díaz amb un contracte permanent, després d'impressionar l'aleshores entrenador del Liverpool, Jürgen Klopp.

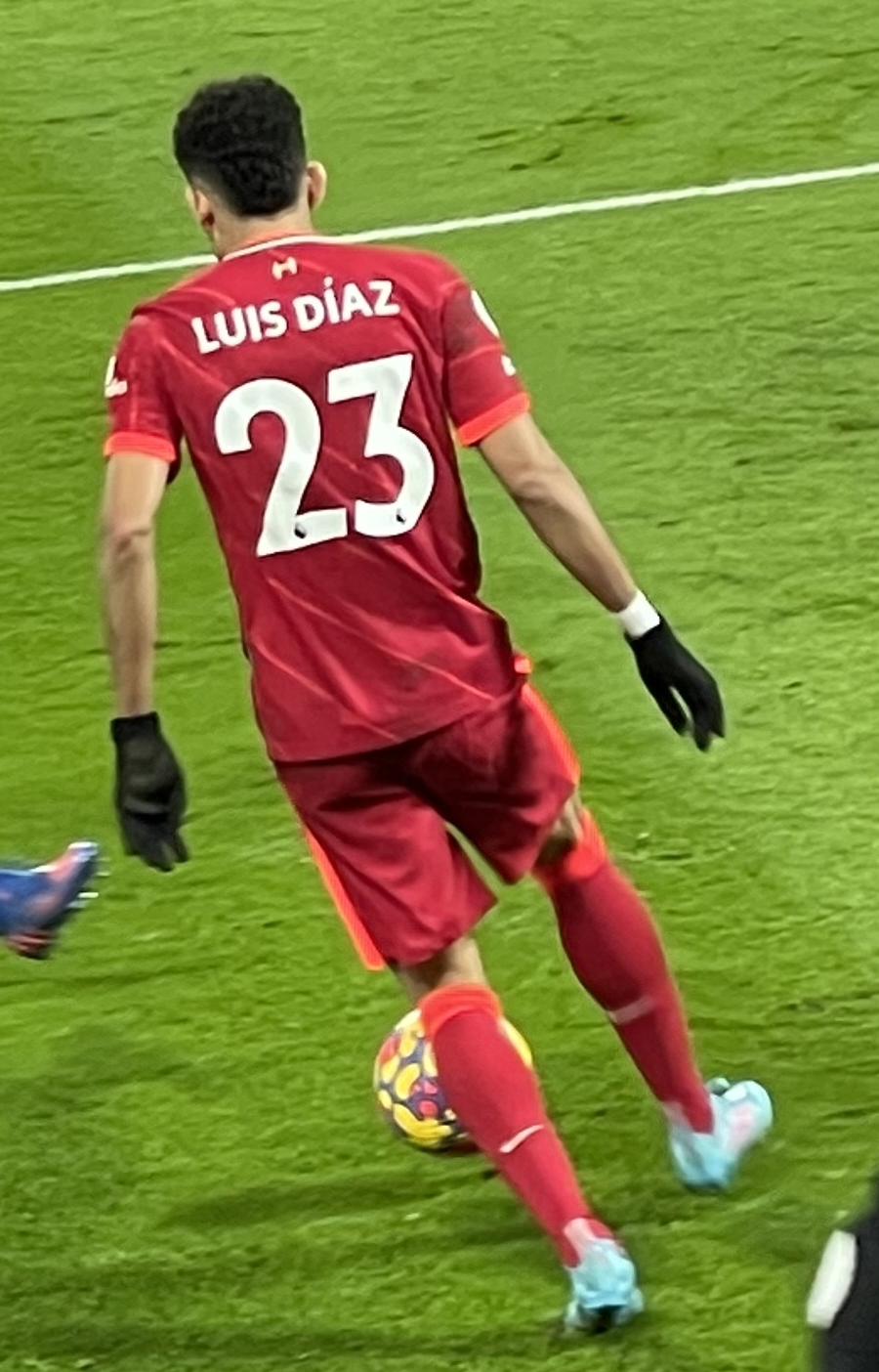
Díaz jugant amb el Liverpool el 2022

Va debutar el 6 de febrer, entrant com a substitut de Curtis Jones al minut 58 en un partit de quarta ronda de la FA Cup a casa contra el Cardiff City. Va fer una assistència a un gol de Takumi Minamino en una victòria per 3-1. Tretze dies més tard, va marcar el seu primer gol amb el Liverpool en el seu segon partit de lliga com a titular amb el club en una victòria per 3-1 a casa contra el Norwich City a Anfield. A la final de la Copa EFL de 2022, el 27 de febrer, va jugar els primers 97 minuts d'un empat a zero contra el Chelsea que el seu equip va guanyar als penals. El 3 de maig, va marcar el segon gol de la victòria del Liverpool per 3-2 contra el Vila-real a la semifinal de la Lliga de Campions, per assegurar la plaça del seu equip a la final. El 14 de maig va ser titular a la final de la FA Cup de 2022 contra el Chelsea, que el Liverpool va guanyar per 6-5 als penals després d'un empat a zero, amb Díaz substituït per Roberto Firmino al minut 98, i va ser nomenat jugador del partit. El 28 de maig, Díaz va ser titular a la final de la Lliga de Campions del 2022, quan el Liverpool va perdre per 1-0 contra el Reial Madrid.
El 30 de juliol de 2022, Díaz va ser titular amb el Liverpool en la victòria del club per 3-1 contra el Manchester City a la FA Community Shield al King Power Stadium. Díaz va començar els nous mesos de la temporada marcant quatre gols i fent tres assistències, incloent-hi un doblet en la victòria del Liverpool per 9-0 sobre l'AFC Bournemouth, que va igualar la victòria més gran de la història de la Premier League. No obstant això, el 9 d'octubre, Díaz va entrar per Roberto Firmino al minut 42 d'un partit contra l'Arsenal a causa d'una lesió al genoll. Després de set mesos fora dels terrenys de joc, Díaz va tornar després de la lesió el 17 d'abril, substituint Cody Gakpo al minut 81 d'una victòria per 6-1 fora de casa contra el Leeds United. Sense haver marcat cap gol des del 7 de setembre de 2022, Díaz va tornar a marcar el 30 d'abril de 2023, marcant el segon gol del Liverpool en la seva victòria per 4-3 a casa contra el Tottenham Hotspur.

#### 2023–present
Díaz va entrar a la temporada 2023-24 amb un nou número de samarreta, canviant del 23 al 7. El 13 d'agost, Díaz va marcar el seu primer gol de la temporada en un empat a 1 contra el Chelsea a la Premier League. El 19 d'agost, va marcar una volea acrobàtica en una victòria per 3-1 contra el Bournemouth.
El 30 de setembre, Díaz va marcar contra el Tottenham Hotspur en un partit fora de casa de la Premier League, però el gol va ser anul·lat pel jutge de línia per fora de joc. El VAR no va intervenir en la decisió després d'una revisió "inusualment ràpida". Després del partit, PGMOL va admetre que la sentència de fora de joc va ser un "error humà significatiu" i que Díaz hauria d'haver rebut un gol. El Liverpool va perdre el partit per 2-1. El 5 de novembre, en el primer partit que va jugar des del segrest dels seus pares, Díaz va entrar com a substitut i va marcar el gol de l'empat al temps afegit en un empat 1-1 a la Premier League fora de casa contra el Luton Town. El 24 de gener de 2024, va marcar un gol pel Liverpool a la semifinal de la Copa EFL contra el Fulham, que va enviar el Liverpool a la final.
Díaz va començar la temporada 2024-25 amb tres gols en tres partits de lliga, incloent-hi un doblet a Old Trafford en una victòria per 3-0 contra el Manchester United l'1 de setembre de 2024. El seu gol contra el Brentford el 25 d'agost de 2024 va ser nomenat Gol del Mes de la BBC. El 5 de novembre, va marcar el seu primer hat-trick a la Lliga de Campions en una victòria per 4-0 contra el Bayer Leverkusen.
El Liverpool va guanyar la Premier League de la temporada 2024-25, convertint Díaz en el segon colombià a guanyar la lliga després de Juan Cuadrado, que la va guanyar amb el Chelsea el 2015.
Durant el mercat d'estiu de 2025 es va especular sobre el seu possible fitxatge pel FC Barcelona.

## Carrera internacional

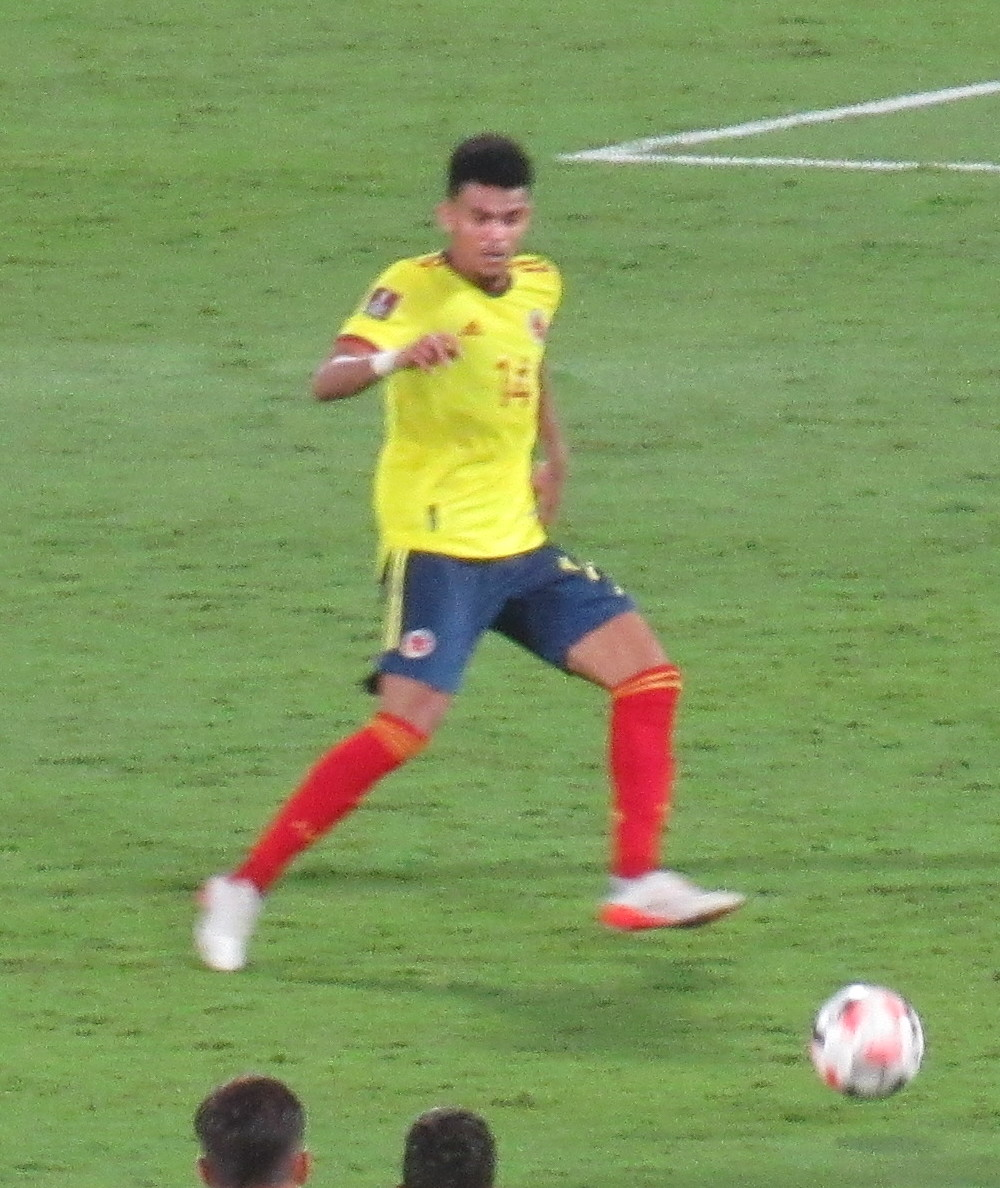
Díaz jugant amb Colòmbia el 2022

Després de representar Colòmbia a nivell sub-20 al Campionat Sud-americà Sub-20 de 2017, Díaz va ser convocat a la selecció completa el 27 d'agost de 2018 per a amistosos contra Veneçuela i Argentina.
Va debutar amb la selecció absoluta l'11 de setembre, substituint Juan Cuadrado en un empat a 0 contra aquest últim a l'estadi MetLife d'East Rutherford, Nova Jersey. Díaz va marcar el seu primer gol internacional el 26 de març de 2019, empatant en un amistós que va perdre per 2-1 fora de casa contra Corea del Sud. Va formar part de la plantilla de 23 jugadors de Carlos Queiroz per a la Copa Amèrica del 2019 al Brasil.
Díaz va ser inclòs a la selecció de Colòmbia per a la Copa Amèrica 2021. El 23 de juny va marcar el gol inicial en una derrota per 2-1 a la primera ronda contra els amfitrions , el Brasil, amb una xilena, i el 6 de juliol va marcar el seu gol en un empat a semifinals contra l'Argentina, que va acabar amb una victòria argentina després d'una tanda de penals. Tres dies més tard, va marcar dos gols, inclòs el gol de la victòria, en una victòria per 3-2 contra el Perú en el partit pel tercer lloc. Va acabar com a màxim golejador del torneig juntament amb Lionel Messi.
El 16 de novembre de 2023, Díaz va marcar els dos gols de Colòmbia en la derrota contra el Brasil per 2-1, la primera vegada que derrotaven aquest últim en un partit de classificació per a la Copa del Món de la FIFA.
El 21 de juny de 2024, va ser seleccionat a la convocatòria de 26 jugadors per a la Copa Amèrica de 2024. Ajudaria la seva selecció nacional a arribar a la final, on van perdre 1-0 contra l'Argentina després de la pròrroga.

## Vida personal
Díaz és d'origen wayuu i afrocolombià, cosa que el converteix en el primer colombià indígena a representar Colòmbia. El seu germà, Jesús, també és futbolista professional. El juliol de 2023, Díaz es va prometre amb la seva xicota, Gera Ponce.
El juny del 2024, abans de la Copa Amèrica del 2024, Díaz va aparèixer a la cançó "EL RITMO QUE NOS UNE" del cantant colombià Ryan Castro. També va aparèixer al videoclip juntament amb els seus companys d'equip de la selecció colombiana, James Rodríguez i Juan Fernando Quintero, que també van cantar a la cançó.

## Palmarès
Atlético Junior
- Categoria Primera A: 2018 Finalización,[90] 2019 Apertura[91]
- Copa Colòmbia: 2017[92]
- Superliga Colombiana: 2019[93]
- Subcampió de la Copa Sudamericana: 2018[94]

Porto
- Primera Lliga: 2019–20,[95] 2021–22[96]
- Taça de Portugal: 2019–20[97]
- Supertaça Cândido de Oliveira: 2020[98]
- Subcampió de la Taça da Liga: 2019–20[99]

Liverpool
- Lliga Premier: 2024–25
- Copa FA: 2021–22[100]
- Copa EFL: 2021–22,[44] 2023–24;[101] subcampió: 2024–25[102]
- Escut de la comunitat FA: 2022[103]
- Subcampió de la Lliga de Campions de la UEFA: 2021–22[104]

Colòmbia
- Subcampió de la Copa Amèrica: 2024[105]

Individual
- Bota d'Or de la Copa Amèrica: 2021 (compartida)[106]
- Equip de la Copa Amèrica del Torneig: 2021[107]
- Revelació del Torneig Copa Amèrica: 2021[108]
- Jugador del mes de la Primeira Liga: octubre/novembre de 2021[109]
- Premi de joc net al jugador de la Primeira Liga: 2020–21[110]
- Gol del mes de la BBC: agost de 2024[65]